# Reichenbach (Wassertrüdingen)
Reichenbach ist ein Gemeindeteil der Stadt Wassertrüdingen im Landkreis Ansbach (Mittelfranken, Bayern). Die Gemarkung Reichenbach hat eine Fläche von 2,227 km². Sie ist in 237 Flurstücke aufgeteilt, die eine durchschnittliche Fläche von 9397,22 m² haben. In ihr liegen neben dem namensgebenden Ort die Gemeindeteile Schmalzmühle (zum Teil) und Stahlhöfe. In der Gemarkung gibt es 59 Einwohner (Stand März 2023).

## Geografie
Das Dorf liegt von Acker- und Grünland umgeben am Südufer der Wörnitz etwa 4 km westlich von Wassertrüdingen. Im Osten wird die Flur Höllfeld genannt. 1 km südöstlich erhebt sich der Dürrenbuck (497 m ü. NHN) im Waldgebiet Forst. Gemeindeverbindungsstraßen führen nach Stahlhöfe (0,7 km südwestlich), nach Aufkirchen (3,1 km nordwestlich) und die Kreisstraße AN 47 kreuzend nach Wassertrüdingen (4 km östlich).

## Geschichte
813 erscheint in Aufkirchener Kirchenbüchern bereits der Name eines Hermanus de Rychen, was wohl abgeleitet „von Reichenbach“ heißt. Zum ersten Mal urkundlich erwähnt wird Reichenbach 1261, aufgrund einer Zeugenaussage von Heinricus de Reichenbach. Zu diesem Zeitpunkt existierte offenbar bereits das Reichenbacher Schloss.

### Der Rittersitz Reichenbach
„Reichenbach, Richenbach oder Rychenbach war uralter Rittersitz und besaß ein festes Haus. Dieses lag zwischen Dörfchen und Wernitz, dort, wo sich heute schöne Wiesen breiten.“...
„Das Schloß bestand nach einer Beschreibung eines alten Röckinger Saalbuches aus Wohnhaus (Schloß), Viehhaus, Stadel, Zwinger, Hof, Vorhof und Gärten, die von Mauern umgeben waren, Kapelle, Baumgarten und Hag. In das Innere führten zwei Tore. Das eine öffnete sich auf die Wörnitz, das andere auf das Dörfchen zu.“
Etwa ab 1400 war das Adelsgeschlecht der „von Seckendorff“ in Reichenbach vorherrschend, wobei das Schloss immer wieder die Besitzer wechselte. Zu den Besitzgütern der Herren von Reichenbach gehörten eine Reihe von Weihern zwischen Reichenbach und Fürnheim, sowie Güter in Fürnheim, Opfenried und Dambach, Stahlhof, sowie die beiden Goschenhöfe und viele Wäldereien. Außerdem hatten die Herren von Reichenbach bis 1257 die alleinige Dorfherrschaft in Fürnheim, was ein Amtshaus, den Kirchweihschutz und vogteiliche Rechte beinhaltete. Ab 1470 gab es in der naheliegenden Schlosskapelle eine eigene Kaplanei, die aber nach der Reformation ab 1531 nicht mehr weiter besetzt wurde. Reformation und Dreißigjähriger Krieg ließen das Schloss verwaisen und schließlich verfallen. Aus dem Jahre 1687 wird berichtet, dass die Steine des baufälligen gewordenen Schlosses auf Anordnung nach Wassertrüdingen zur Reparatur des dortigen Schlosses abtransportiert wurden. Letzter Hinweis auf das Schloss war bis ins 19. Jahrhundert der sog. „Schlossbuck“, ein Wall der vom Ortsrand Richtung Wörnitz führte und vermutlich als Zufahrt zum südöstlichen Schlosstor diente.

### Ab dem 18. Jahrhundert
Die Fraisch über Reichenbach war umstritten. Sie wurde sowohl vom ansbachischen Oberamt Wassertrüdingen als auch vom oettingen-spielbergischen Oberamt Aufkirchen beansprucht. Die Dorf- und Gemeindeherrschaft wurde vom ansbachischen Verwalteramt Röckingen und dem Oberamt Aufkirchen gemeinsam ausgeübt. Gegen Ende des 18. Jahrhunderts gab es in Reichenbach 17 Anwesen und ein Gemeindehirtenhaus. Grundherr über alle Anwesen war das Fürstentum Ansbach (Verwalteramt Auhausen: 1 Anwesen; Verwalteramt Röckingen: 1 Ziegelhütte, 3 Höfe, 1 Gütlein, 5 Häuser, 1 Haus mit Brau- und Schankrecht, 1 Schmiede, 1 Bäckerei, 1 Kaplaneihaus).
1806 kam Reichenbach an das Königreich Bayern. Mit dem Gemeindeedikt wurde der Ort 1809 dem Steuerdistrikt und der Ruralgemeinde Fürnheim zugeordnet. Mit dem Zweiten Gemeindeedikt (1818) entstand die Ruralgemeinde Reichenbach, zu der Forsthöfe und Stahlhöfe gehörten. Sie war in Verwaltung und Gerichtsbarkeit dem Mediatuntergericht Aufkirchen zugeordnet und in der Finanzverwaltung dem Rentamt Oettingen (1850 bis 1919 Rentamt Wassertrüdingen, 1919 in Finanzamt Wassertrüdingen umbenannt, 1932–1973 Finanzamt Gunzenhausen, seit 1973 Finanzamt Ansbach). Die Verwaltung und Gerichtsbarkeit ging 1819 auf das Herrschaftsgericht Oettingen diesseits der Wörnitz über, von 1820 bis 1848 war das Herrschaftsgericht Mönchsroth zuständig, das 1848 in eine Gerichts- und Polizeibehörde umgewandelt wurde, die 1850 erlosch. Von 1850 bis 1879 lag die Gerichtsbarkeit beim Landgericht Wassertrüdingen, von 1879 bis 1956 war das Amtsgericht Wassertrüdingen zuständig, von 1956 bis 1970 das Amtsgericht Gunzenhausen und von 1970 bis 1973 das Amtsgericht Dinkelsbühl, das seit 1973 eine Zweigstelle des Amtsgerichtes Ansbach ist. Die Verwaltung übernahm 1862 das neu geschaffene Bezirksamt Dinkelsbühl (1939 in Landkreis Dinkelsbühl umbenannt). Mit der Auflösung des Landkreises Dinkelsbühl im Jahr 1972 kam Reichenbach an den Landkreis Ansbach. Die Gemeinde hatte 1964 eine Gebietsfläche 2,242 km². Im Zuge der Gebietsreform in Bayern wurde diese am 1. Juli 1971 nach Wassertrüdingen eingemeindet.

### Bodendenkmäler
In der Gemarkung Reichenbach gibt es zwei Bodendenkmäler.

### Einwohnerentwicklung
Gemeinde Reichenbach
| Jahr      | 1818   | 1840   | 1852   | 1855   | 1861   | 1867   | 1871   | 1875   | 1880   | 1885   | 1890   | 1895   | 1900   | 1905   | 1910   | 1919   | 1925   | 1933   | 1939   | 1946   | 1950   | 1952   | 1961   | 1970   |
| Einwohner | 138    | 141    | 129    | 140    | 127    | 112    | 104    | 99     | 104    | 104    | 111    | 103    | 102    | 108    | 104    | 98     | 98     | 99     | 88     | 121    | 108    | 102    | 101    | 89     |
| Häuser    | 26     |        |        |        |        |        | 24     |        |        | 24     | 24     |        | 24     |        |        |        | 21     |        |        |        | 20     |        | 21     |        |
| Quelle    | [ 18 ] | [ 19 ] | [ 19 ] | [ 19 ] | [ 20 ] | [ 21 ] | [ 22 ] | [ 23 ] | [ 24 ] | [ 25 ] | [ 26 ] | [ 19 ] | [ 27 ] | [ 19 ] | [ 28 ] | [ 19 ] | [ 29 ] | [ 19 ] | [ 19 ] | [ 19 ] | [ 30 ] | [ 19 ] | [ 13 ] | [ 31 ] |

Ort Reichenbach
| Jahr      | 001818 | 001861 | 001871 | 001885 | 001900 | 001925 | 001950 | 001961 | 001970 | 001987 | 002006 | 002016 | 002023 |
| Einwohner | 82     | 87     | 79     | 81     | 68     | 76     | 93     | 77     | 62     | 45     | *64    | *58    | *59    |
| Häuser    | 18     |        |        | 19     | 16     | 17     | 16     | 17     |        | 16     |        |        |        |
| Quelle    | [ 18 ] | [ 20 ] | [ 22 ] | [ 25 ] | [ 27 ] | [ 29 ] | [ 30 ] | [ 13 ] | [ 31 ] | [ 32 ] | [ 33 ] | [ 33 ] | [ 1 ]  |

## Religion
Der Ort ist seit der Reformation evangelisch-lutherisch geprägt und war ursprünglich nach St. Johannis (Aufkirchen) gepfarrt, seit Mitte des 20. Jahrhunderts ist die Pfarrei St. Nikolaus (Fürnheim) zuständig. Die Einwohner römisch-katholischer Konfession sind nach Mariä Himmelfahrt (Hirschbrunn) gepfarrt.